# Адур
Адур (фр. Adour) је река у Француској. Дуга је 309 km. Улива се у Атлантски океан. 